# كلية الطب (جامعة الإسكندرية)
كلية الطب بجامعة الإسكندرية (بالإنجليزية: Alexandria faculty of medicine) هي إحدى كُليات جامعة الإسكندرية، وتَعتبر من الكُليات القديمة، فقد وضع حَجر الأساس لَها زَمن الإسكندر الأكبر حيث تم إنشاء كُلية طب الإسكندرية القَديمة، وتم تأسيس كلية الطب الحَديثة في عَهد الملك فاروق الأَول.

## التاريخ
غزا الإسكندر الأكبر مصر في عام 332 ق م وبدأ ببناء مدينة الإسكندرية، ثُم بدأ أتباعه بطليموس الأول (سوتر) وَبطليموس الثاني بإنشاء كُلية الطب في مدينة الإسكندرية كجزء من جامعة الإسكندرية القديمة، وقد بدأ التدريس فيها من قبل أشهر المُعلمين والعُلماء في ذلك الوَقت مِثل هيروفيلوس الذي يُسمى «أبي علم التشريح» 
فقد كان أول شخص شَرح جسم الإنسان بشكل منهجي، وأيضاً إيراسيستراتوس الذي يُسمى «والد علم الأمراض» وهو أول من صاغَ مُصطلح «علم الأمراض».
تَخرج من كُلية طب الإسكندرية القَديمة العَديد من الأطباء والعُلماء المَشهورين أمثال الطبيب الشَهير جالينوس الذي دَرس ومارس الطِب في الإسكندرية قبل أن يتوجه إلى روما لإنشاء سُمعته الطِبية هُناك، ومن أمثالهم أيضاً كلاوديوس بطليموس المَعروف بِـ«بلطيموس الجُغرافي» وَأرخميدس الذي اشتَهر بنظيرة الطَفو بالإضافة إلى العالم إراتوستينس الذي حسب بدقة مُحيط كوكب الأرض عن طريق قياس ظِل العصا في الإسكندرية وَأسوان.
تَأسست كُلية الطب الحديثة في جامعة الإسكندرية تبعاً للمرسوم المَلكي رقم 32 الذي أُعلِن في أغسطس عام 1942 من قِبل المَلك فاروق الأول، وبدأ التدريس في الكُلية العام الدراسي 1942/1943، وقد كان إنشاء الكُلية عن طَريق تعاون مجموعة من أساتذة الطِب كالدُكتور على إبراهيم باشا أستاذ الجِراحة المولود في الإسكندرية والدُكتور محمود محفوظ بك طبيب العُيون الشَهير في الإسكندرية ورئيس مستشفى الإسكندرية للعين آنذاك، فاستطاعوا إنشاء جامعة جديدة بالإسكندرية.
وبالرَغم من اندلاع الحرب العالمية الثانية إلا أن الجُهود المبذولة لم تَضع سُداً، حيث تم اعتماد كُلية الطب في جامعة الإسكندرية كإحدى كُليات الجامعة في المُستشفى الأميري وبدأت الدراسة بها ككلية حكومية رسمية في 23 يناير 1943 بعدد مِن الطُلاب بلغ مَجموعُهم 117 طَالب مُعظمهم محول من جامعة القاهرة، ثُمَ عُين الدكتور محمد محفوظ بك عَميداً للكلية، وبدأت الكُلية بثمانية أقسام وكانت عدد أعضاء هيئة التدريس لا يزيد عن واحد وعشرين طبيبياً من الأساتذة والمدرسين.

## نِظام الدِراسة
تَمتد مُدة الدراسة في الكَلية لِـ 5 سنوات بالإضافة إلى سَنتين سَنوات الامتياز، وهي مُقسمة كَالتالي:
- المَرحلة الأُولى: للفرقة الأولى والثانية.
- المَرحلة الثانية: للفرقة الثالثة والرابِعة والخامِسة.

## مُستشفيات الكُلية
تَمتلك كُلية طب الإسكندرية عِدة مُستشفيات يتم فيها تَعليم الطُلاب، ومِنها:
- المستشفى الرئيسي الجامعي.

- - المستشفى الجامعي الجديد.

- مستشفى سموحة الجامعي.

- - مستشفى سموحة لطب وجراحة الأطفال.
  - مستشفى سموحة للطوارئ.

- مستشفى الحضرة الجامعي.

- - مستشفي الحضرة للعظام.
  - مستشفي الحضرة العصبية والنفسية.
  - مركز الإصابات.

- مستشفى الشاطبي الجامعي.

- - مستشفى الشاطبي للنساء والولادة.
  - مستشفى الشاطبي للأطفال.

- مستشفى برج العرب الجامعي.

- - مركز علاج أورام الأطفال.

- مركز خدمات اليوم الواحد.

- - مركز العيادات الخارجية.
  - مركز عمليات اليوم الواحد.

- مستشفى المواساة الجامعي.
- مستشفى طلبة جامعة الإسكندرية

## معرض الصور

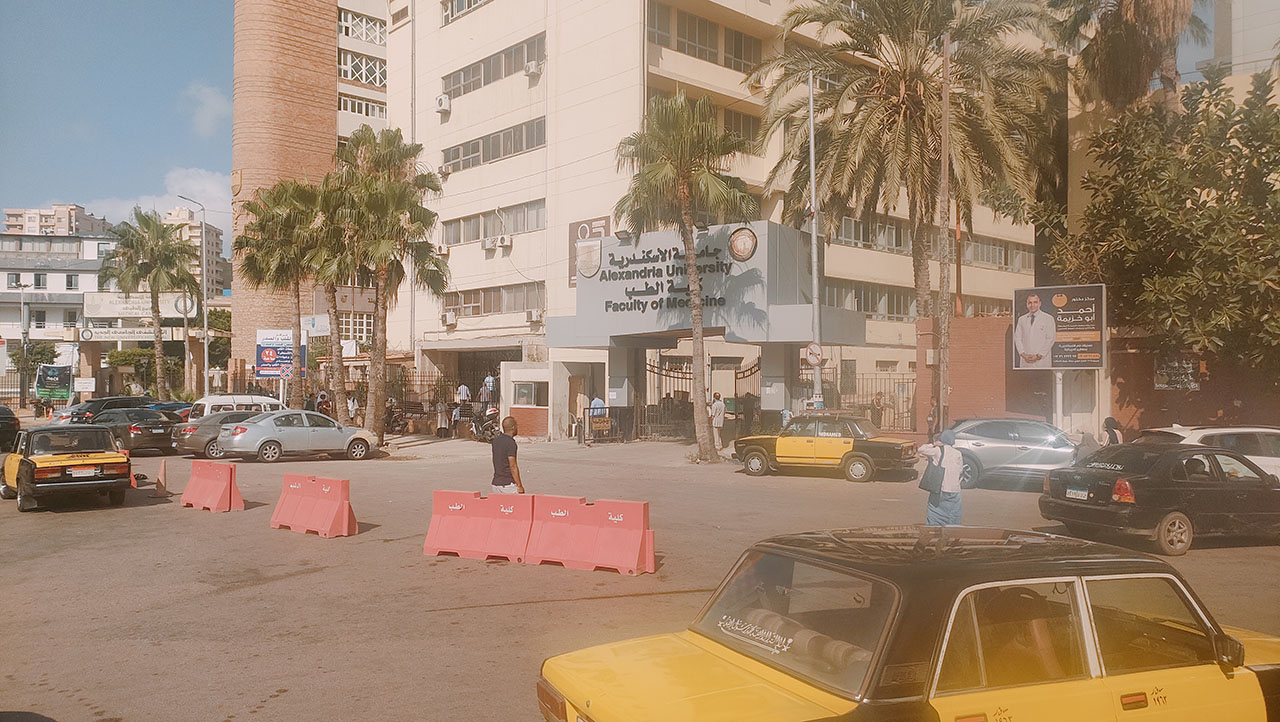
بوابة الكلية
محمد محفوظ بك أول عَميد لكلية طب الإسكندرية
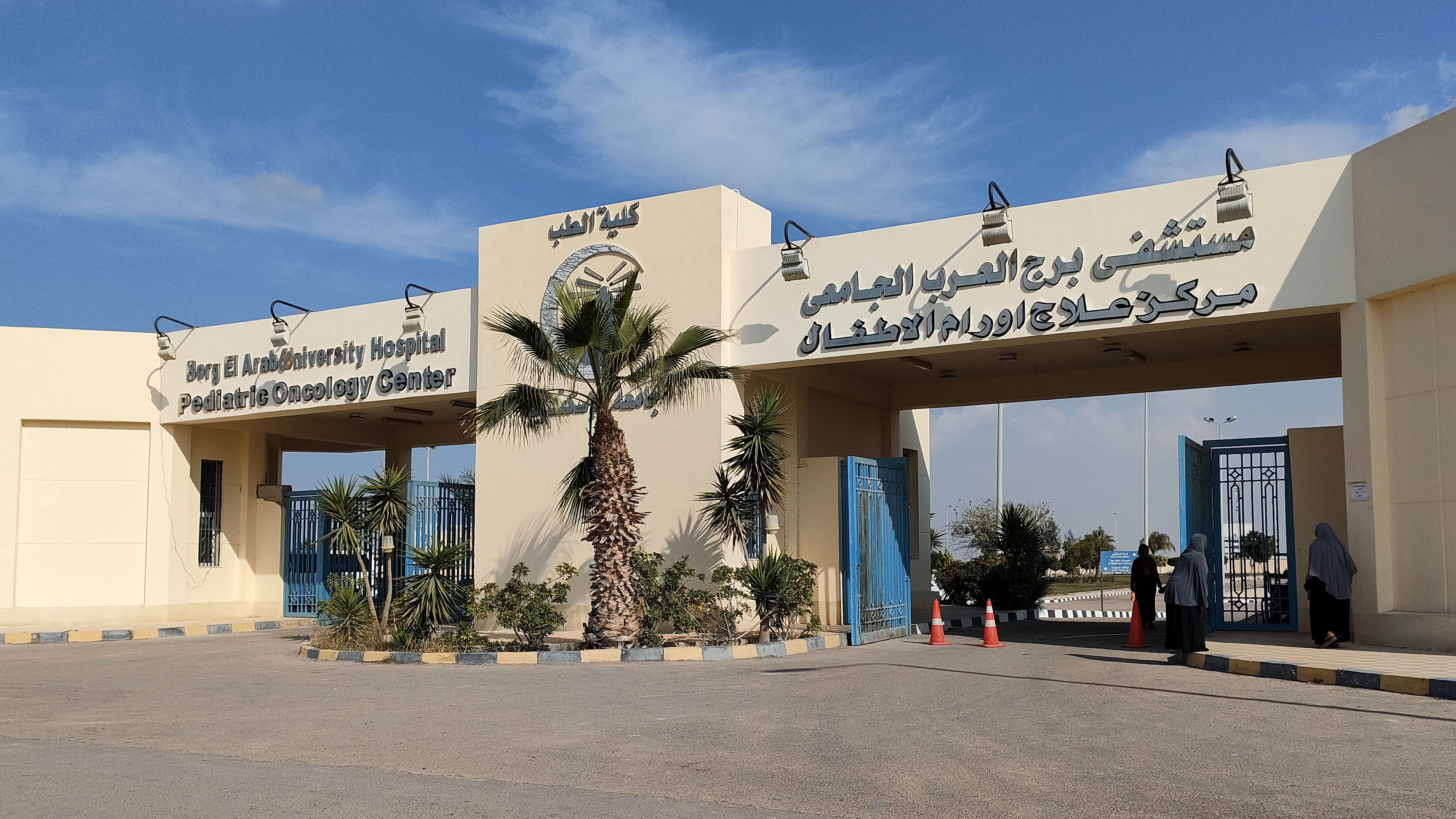
مستشفى برج العرب الجامعي
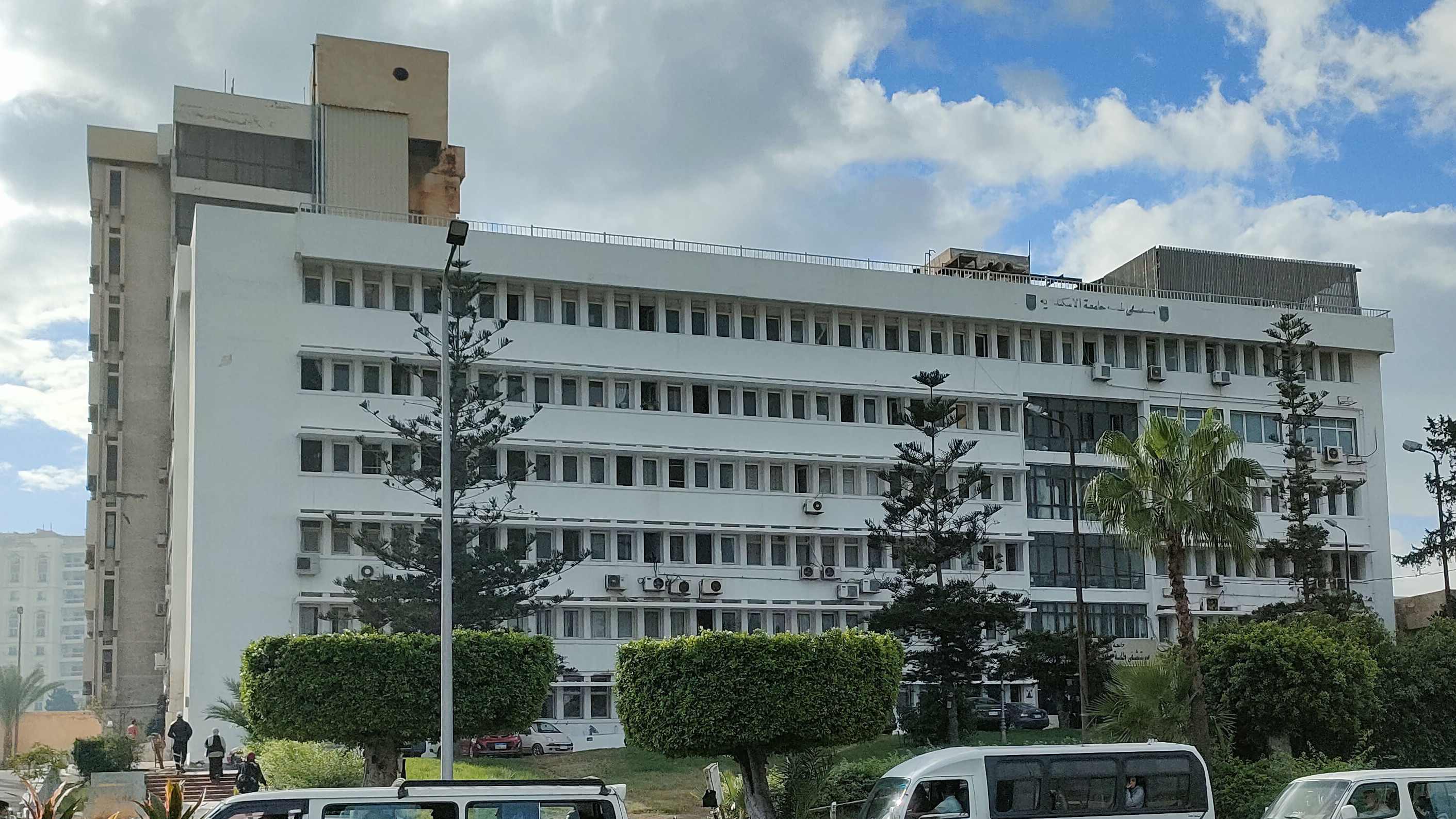
مستشفى طلبة الجامعة
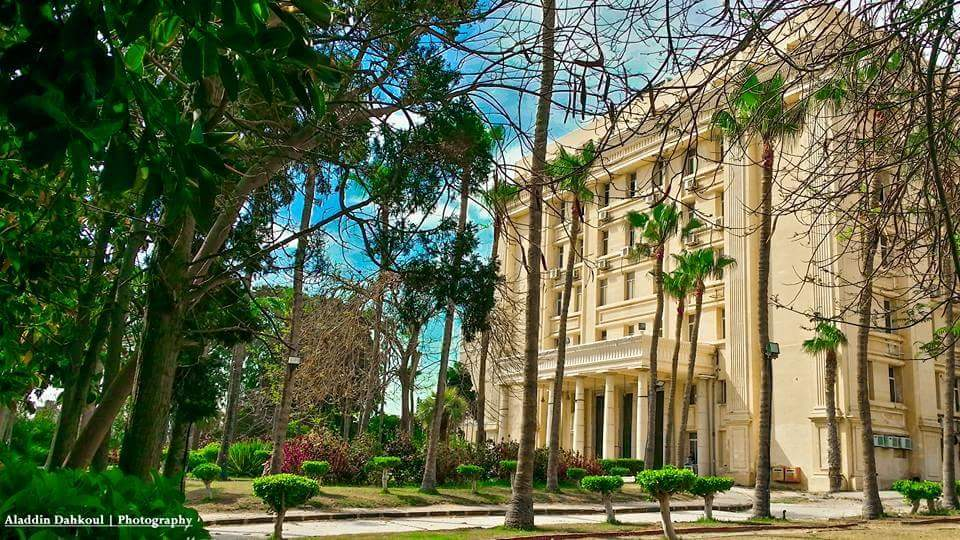
مستشفى المواساة الجامعي
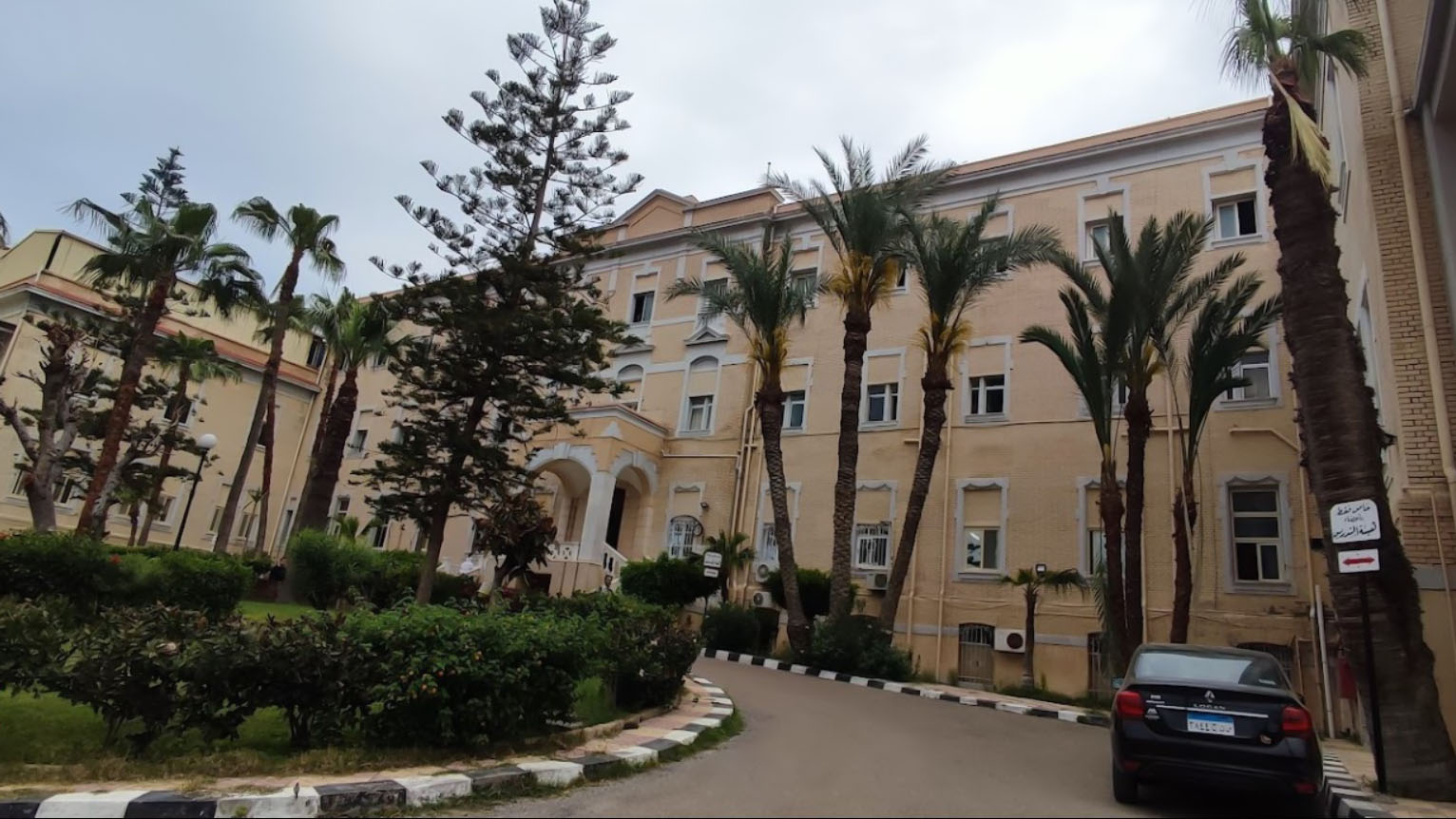
مستشفى الحضرة الجامعي
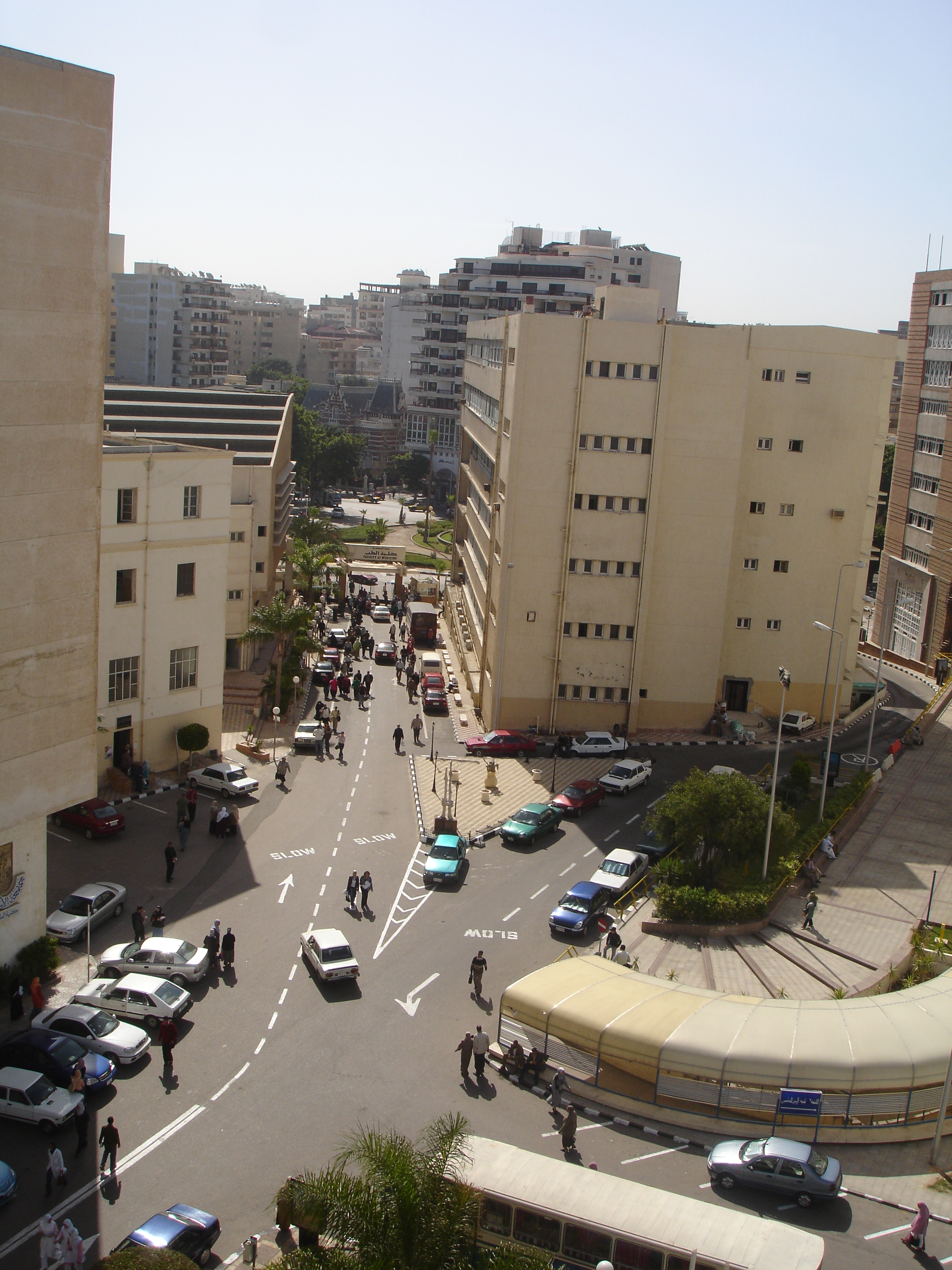
المستشفى الرئيسي الجامعي

## وَصلات خارجية
- الموقع الرسمي للكلية.
- الصفحة الرسمية للكلية على موقع فيس بوك.